# Lúcio Aurélio Cota (cônsul em 65 a.C.)
Lúcio Aurélio Cota (em latim: Lucius Aurelius Cotta) foi um político da gente Aurélia da República Romana eleito cônsul em 65 a.C. com Lúcio Mânlio Torquato. Era filho do pretor Marco Aurélio Cota e irmão mais novos dos cônsules de 75 e 74 a.C., Caio Aurélio Cota e Marco Aurélio Cota. Quando foi censor, em 64 a.C., acabou sendo obrigado a renunciar por causa de um complô dos tribunos. 
Seu nome, assim como o de outros membros de sua família, está ligado sobretudo à vitória política de Júlio César, de quem era tio (ou parente) materno através de sua irmã (ou prima), Aurélia Cota. Lúcio Cota, em particular, teve um papel notável no início da carreira de César durante o qual eles foram adversários, Cota um optimate e César um popular. Porém, logo depois, seu pensamento político se alterou radicalmente: Cota tornou-se um fiel seguidor do general romano conquistador da Gália, tanto que seu nome circulou em um rumor obscuro já nos anos finais da República, quando ele era um dos quindecênviros. Sussurrava-se que, graças à interpretação de um vaticínio recuperado dos Livros Sibilinos, do qual era um dos custodiantes, Lúcio Cota teria dado suporte, perante o Senado Romano, às ventiladas aspirações monárquicas de César, que, dizia-se na época, teriam sido incitadas por Cleópatra. Não se confirmou e nem desmentiu este rumor, pois o súbito assassinato de César tornou sem propósito qualquer eventual complô e, dali em diante, a história de Cota caiu no esquecimento.

## Regime sulano

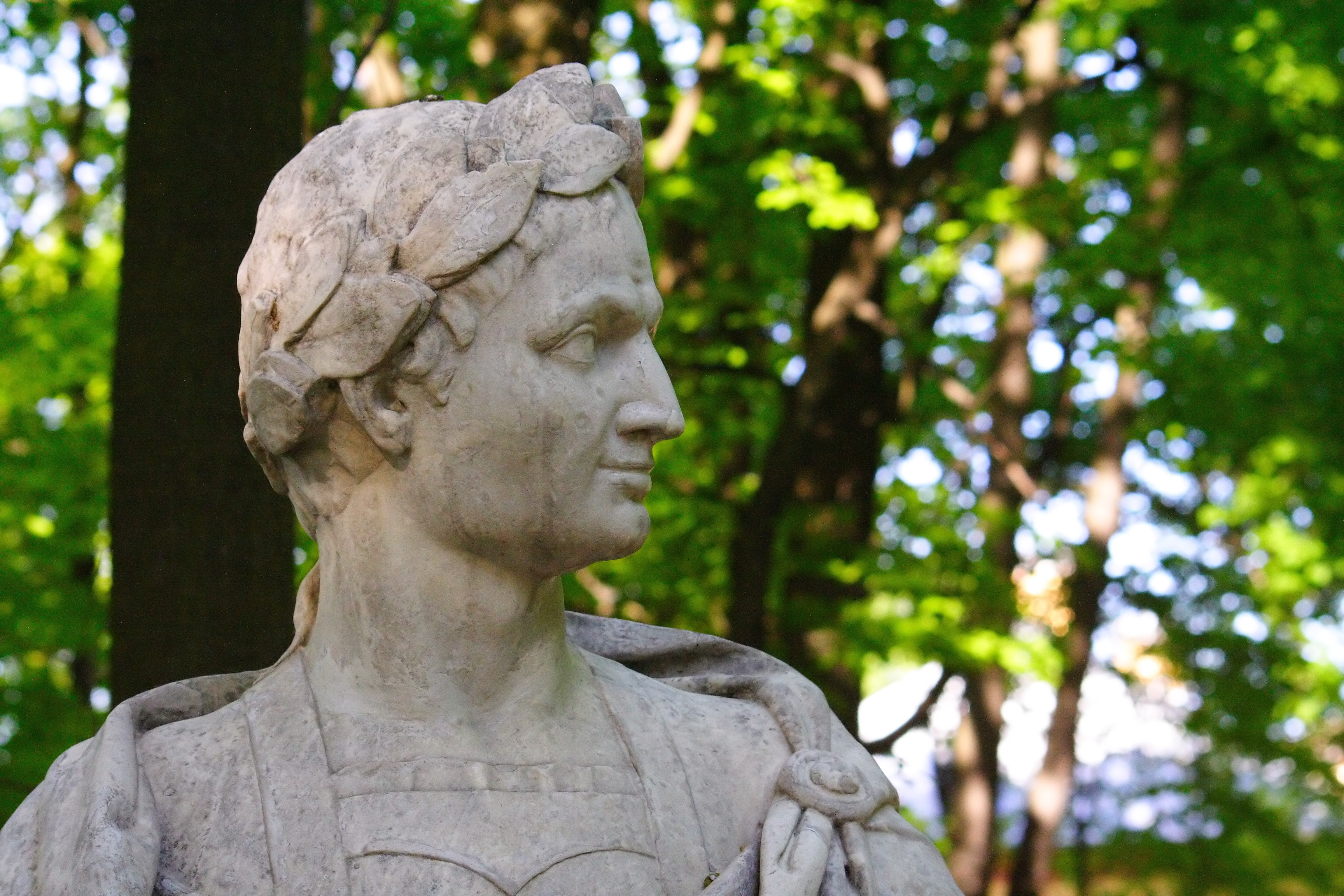
Júlio César, sobrinho de Cota e seu grande aliado. Depois de um vaticínio realizado perante o Senado, Cota acreditou ter provocado o seu assassinato e retirou-se da vida pública.

Durante a guerra civil entre Sula e Mário, Caio, que foi cônsul em um grande orador, retornou a Roma do exílio obrigatório decorrente da Lex Varia juntamente com Sula, que lutava no oriente a Primeira Guerra Mitridática. Foi graças à sua intervenção e à das virgens vestais que César, proscrito por Sula por ter se recusado a se divorciar de sua esposa, Cornélia, filha de Cina, que caiu nas graças do ditador, evitando as graves (e mortais) ações reservadas aos proscritos.
Em 77/76 a.C., juntamente com Quinto Hortênsio Hórtalo, defendeu o ex-cônsul sulano Cneu Cornélio Dolabela, acusado de repetundae ("rapinagem" ou "confisco ilegal") por César por causa de sua gestão, corrupta e cruel, durante seu proconsulado na Macedônia. Apesar disto, a fundamentada e veemente "nobilissima [...] accusatio" de César e da popularidade que ele tinha entre os gregos e o povo romano, os influentes advogados de defesa conseguiram resistir na corte e inocentaram seu cliente. César comentaria depois seu insucesso definindo este processo como "sua melhor causa [...] foi obtida pela defesa de Lúcio Cota".
O sucesso obtido por Cota foi, na realidade, um grande revés para a estratégia anti-sulana que o jovem César estava explorando na época, que consistia em processar criminalmente alguns expoentes da facção dos optimates. A vitória de Cota e Hortênsio revigorou a agressividade do sistema de poder sulano.

## Reforma jurídica (70 a.C.)
Cota parece também ter tido um papel de reformador, contribuindo para desmontar o sistema legal sulano. Como pretor eleito, em 70 a.C., Cota impulsionou uma lei ("Lex Aurelia Iudiciaria") que reformava as listas de jurados. Através desta lei, estes não se formariam exclusivamente por senadores como estipulara Lúcio Cornélio Sula, mas estariam formados por senadores (um terço), equestres (um terço) e tribunos erários (tribuni aerarii; um terço). 

## Consulado (65 a.C.) e censura (64 a.C.)

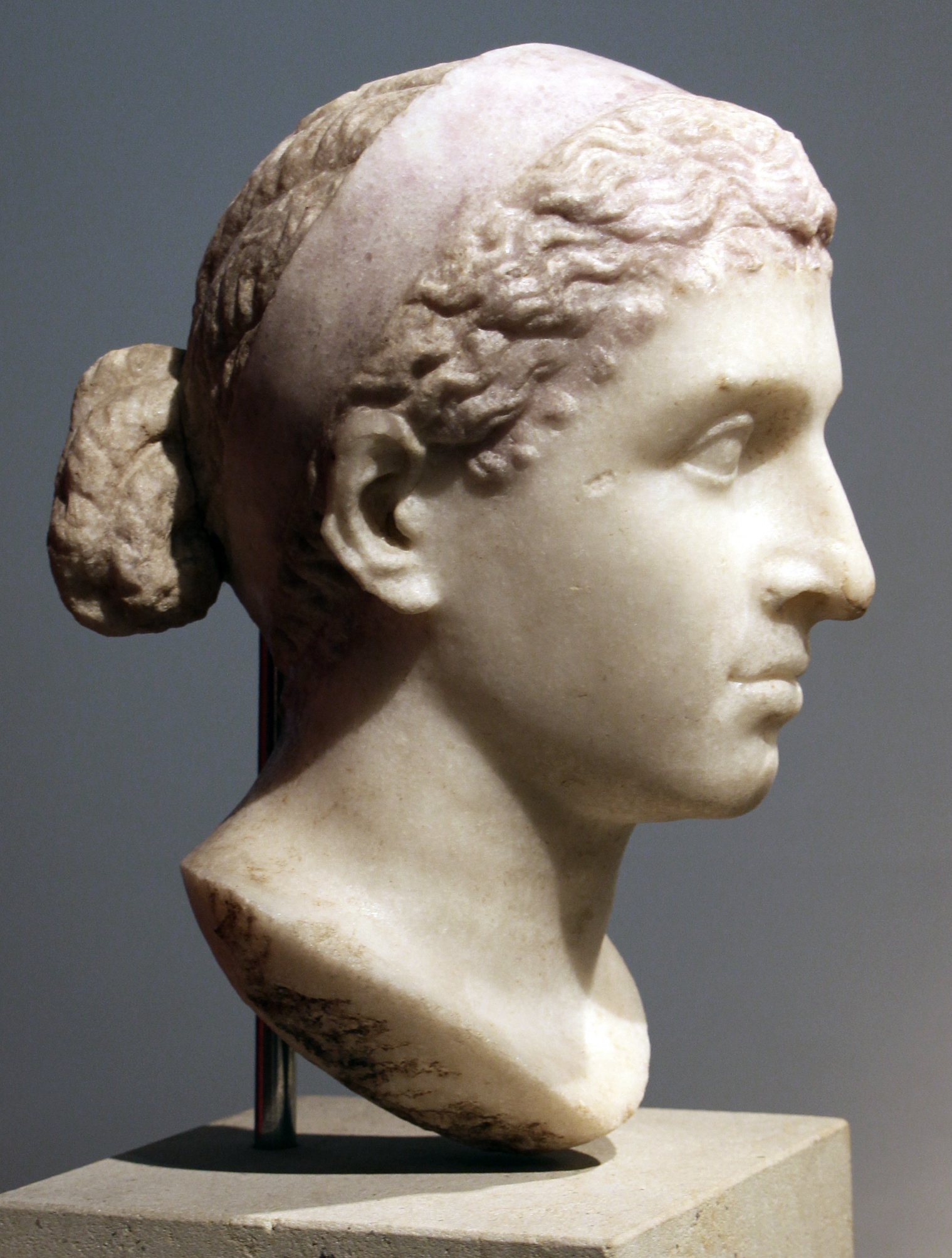
Cleópatra, amante de César e mãe de um filho dele, Cesarião. Esta deu origem a rumores de que César estaria cultivando aspirações monárquicas.

Foi eleito cônsul em 65 a.C. com Lúcio Mânlio Torquato depois que, nas eleições realizadas no ano anterior, os dois eleitos, Públio Cornélio Sula e Públio Autrônio Peto, foram destituídos por acusações de suborno aos oficiais, apesar que algumas passagens de Cícero parecem indicar que a acusação teria sido obra unicamente de Torquato, quinze anos mais novo. Assim que assumiram, os dois cônsules foram infernizados pelas maquinações urdidas por Autrônio Peto e Catilina, mas o complô falhou por causa da intempestividade de Catilina.
Foi censor em 64 a.C., mas seu mandato foi encerrado quando ele renunciou por conta de outro complô urdido pelos tribunos da plebe.

## Anos finais
Em 63 a.C., logo depois do final da Segunda Conspiração de Catilina, foi o autor de um discurso em favor de Cícero, a quem o Senado concedeu a honra de um "supplicatio" como reconhecimento pelo papel fundamental do grande orador e cônsul romano para desmantelar a conspiração. Foi também o primeiro a discursar no Senado pelo retorno de Cícero imposto pelo tribuno e rival Públio Clódio Pulcro. Ele afirmou que para voltar à pátria não havia nenhum impedimento ou necessidade de aprovar uma lei ad hoc, defendendo, pelo contrário, que seria nula e sem nenhum valor ou base legal a lei retroativa de Pulcro contra Cícero.
Cota era muito estimado por Cícero, que elogiou seu talento e sua grande prudência.

### Aspirações monárquicas de César
Cota foi também membro do antigo concílio dos quindecênviros, encarregado da custódia e da consulta dos Livros Sibilinos. Nesta função, possivelmente desempenhou um papel nos últimos anos de vida de César, quando pairava no ar, ventilada por alguns, uma suposta aspiração monárquica de César que, segundo estes mesmos, lhe havia sido incitada por Cleópatra. Nesta ocasião, Lúcio Cota foi encarregado de avançar no Senado uma proposta para que fossem consultados os Livros Sibilinos. Segundo o vaticínio obtido, somente uma figura investida das regalias monárquicas poderia levar a melhor sobre os partas, contra os quais César, nos últimos anos antes de sua morte, projetava uma campanha (jamais realizada).
Depois do assassinato de César, tomado por um sentimento de desespero, passou a levar uma vida reclusa, aparecendo somente umas poucas vezes no Senado.